# Gautieria albida
Gautieria albida är en svampart som först beskrevs av Massee & Rodway, och fick sitt nu gällande namn av Zeller & C.W. Dodge 1934. Gautieria albida ingår i släktet Gautieria och familjen Gomphaceae.   Inga underarter finns listade i Catalogue of Life.